# Csou-dinasztia
A Csou (Zhou)-dinasztia uralma az i. e. 1050 és i. e. 1025 közötti időszakra tehető, amikor is a Sang-Jin (Shang-Yin)-dinasztia uralmát megdöntötte az addig vazallus csou (zhou) törzs. Az i. e. 3. századig regnáló dinasztia mintegy nyolc évszázados történelmét két fő korszakra szokás osztani. Az első a Korai, vagy Nyugati Csou (Zhou)-kor (i. e. 11. századtól i. e. 771-ig), a második pedig a Kései vagy Keleti Csou (Zhou)-kor (i. e. 720-i. e. 256.). Ez utóbbit további két korszakra, a Tavasz és ősz (i. e. 722-481), illetve a Hadakozó fejedelemségek korára (i. e. 403-221) osztja a történelemtudomány.
E korszak rendkívül fontos szerepet játszott a kínai történelemben: ekkor alakultak ki azok az eszmék, hagyományok, gondolkodási és társadalmi modellek, intézmények és ideológiák, amelyek az egész későbbi kínai történelmet meghatározták. Ekkor jöttek létre a nagy kínai filozófiai iskolák, ekkor születtek azok a művek, amelyek egészen a legújabb korig mintául és hivatkozási alapul szolgáltak, ekkor alakult ki az írott klasszikus nyelv, amely egészen az 1910-es, 1920-as évek nyelvújító mozgalmáig szinte változatlan formában a birodalom fő kommunikációs eszköze lett, vagyis a Csou (Zhou)-dinasztia idején öltött formát a sajátos kínai kultúra.

## Alapítása
A konfuciánus történetírásban a Csou (Zhou)-dinasztia alapítóit igen nagy tisztelet övezte, így a dinasztia megalapításának körülményei is a korai történeti művekből ismerhetők meg. Eszerint a Csou (Zhou) törzsek uralkodójukkal - a későbbi Ven (Wen) királlyal (Csou Ven Vang (Zhou Wen Wang) 周文王; i. e. 1052–1056) benyomultak a Sang (Shang)-dinasztia azon területeire, amelyek a mai Honan (Henan) tartományban találhatók. Tehették ezt azért is, mert az Sang (Shang)-ház utolsó uralkodóját lekötötte a Huaj (Huai)-folyó mentén élő barbárokkal vívott háborúja. A Csou (Zhou)k győzedelmes előrevonulása közben vívott egyik ütközetben uralkodójuk, Ven (Wen) király az életét vesztette, így őt Vu (Wu) király (Csou Vu Vang (Zhou Wu Wang) 周武王; i. e. 1046–1043) követte a trónon. A Sang (Shang)-dinasztiára végül a Sárga-folyótól északra található Muje (Muye) 牧野 melletti csatában mértek végső csapást, és az utolsó Sang (Shang) uralkodót, Csou-hszin (Zhouxin)t 紂辛 (i. e. 1075-1046) lefejezték.
Ven (Wen) és Vu (Wu) királyokat a Sang (Shang) állam egykori alattvalói felszabadítóként üdvözölték és tisztelték, hiszen a krónikák szerint sokat szenvedtek a zsarnok és kegyetlen Csou-hszin (Zhouxin) uralma alatt. Vu (Wu) király a kivégzett Sang (Shang) uralkodó egyik fiát, Vu-keng (Wugeng)et 武庚 bízta meg a Kínai-alföld városainak kormányzásával, ő maga pedig visszatért a mai Senhszi (Shaanxi) tartományban található területeikre, ahol nem sokkal ezután elhunyt.

## KoraiCsou(Zhou)-kor (i. e. 11. sz. – i. e. 771)
Ven (Wen) és Vu (Wu) királyok uralkodását a későbbi konfuciánus hagyományban aranykornak tekintették, nevükhöz számos történet és legenda fűződött. Valójában azonban az i. e. 8-7. századig igen kevés hiteles adat áll rendelkezésre a kínai történelemről. A Ven (Wen), Vu (Wu) és a többi korai Csou (Zhou)-királynak tulajdonított intézmények, intézkedések, beszédek zöme minden bizonnyal későbbi, idealizált kompilációk.
Vu (Wu) király utódja, Cseng (Cheng) király (Csou Cseng Vang (Zhou Cheng Wang) 周成王) uralkodását kb. i. e. 1042-1021 vagy i. e. 1042/35-1006) jellemezte zűrzavaros állapotokat kihasználva, Vu-keng (Wugeng), a Huaj (Huai)-folyó (Huaj-ho (Huaihe) 淮河) mentén élő barbárokkal szövetkezve felkelést robbantott ki a Csou (Zhou)-ház ellen. A védelmet és az ellentámadást az ekkor még fiatal Zheng (Cheng) király nagybátyja, Csou (Zhou) herceg (Csou-kung (Zhougong) 周公) szervezte meg, melynek eredményeképpen lerombolták a Sang (Shang)ok fővárosát, a felkelésben részt vevő barbárok pedig behódoltak. Ekkortól kezdve a Csou (Zhou)knak két fővárosuk volt: Cungcsou (Zongzhou) 宗周, vagy más néven Haocsing (Haojing) 鎬京, a mai Senhszi (Shaanxi) tartományban található Hszi'an (Xi'an) , és Csengcsou (Zhengzhou) 鄭州, a mai Honan (Henan) tartományban található Lojang (Luoyang) város közelében.
A Csou (Zhou)-ház birodalma nem tekinthető egységes államnak. Vu (Wu) király ugyan meghódította a Sang (Shang)ok befolyása alatt álló területeket, a hatalmas birodalmat azonban képtelen lett volna egyedül kormányozni – az egységes kínai állam létrejöttéhez még mintegy nyolcszáz évnek kellett eltelnie. A hatalmuk megszilárdítása érdekében a Csou (Zhou)-ház királyai az uralkodói család vagy azzal rokon nemzetségek tagjaira bízta az egykori Sang (Shang) területeken lévő régi és újonnan alapított városok kormányzását. E helyi vezetők elismerték a Csou (Zhou) királyok politikai és szakrális hatalmát, de saját területükön többé-kevésbé önállóan uralkodtak.
Az i. e. 9. század végén és az i. e. 8. században a Csou (Zhou)-ház hatalma meggyengült, és beköszöntött a hanyatlás korszaka, amit az idegen, barbár népek fokozódó támadásai jellemeztek. Xuan (Hszüan) király (Csou Hszüan Vang (Zhou Xuan Wang) 周宣王) idején (kb. i. e. 827-782 vagy i. e. 827/25-782) a sztyeppei hszien-jün (xianyun) 獫狁 törzsek törtek be az országba, majd Ju (You) király (Csou Ju Vang (Zhou You Wang) 周幽王) uralkodása alatt (i. e. 781-771) a csüen-zsung (quanrong) 犬戎 törzsek dúlták fel a Csou (Zhou)-ház ősi területeit. Emellett a helyi fejedelmek az idő múlásával egyre inkább elvesztették személyes kötődésüket a Csou (Zhou)-házhoz. Míg egy helyi vezető, aki hatalmát a Csou (Zhou) királytól kapta, valószínűleg élete végéig hűséges maradt a Csou (Zhou)-házhoz, az ő fia, unokája vagy még későbbi leszármazottja, aki már öröklés útján, s nem adománnyal jutott a trónra, nem érezte kötelességének mindenben engedelmeskedni a távoli Csou (Zhou) uralkodónak. A Csou (Zhou)-dinasztia hanyatlása Li király (Csou Li Vang (Zhou Li Wang) 周厲王) uralkodásával (i. e. 878-828) kezdődött, s éppen ez az a korszak amikortól kezdve már pontos datált történelmi adatok is rendelkezésre állnak.

## KésőiCsou(Zhou)-kor (i. e. 770-256)
A Csou (Zhou)-ház hatalma a dinasztiaalapítást követő néhány évszázadban tehát fokozatosan meggyengült, olyannyira, hogy amikor i. e. 771-ben barbár csüan-zsung (quanrong) törzs megtámadta a fővárost, a fejedelmek nem siettek a megszorult király segítségére, így a város elesett. Ezután a Csou (Zhou)-ház székhelyét áttette a biztonságosabb keleti területekre, a mai Lojang (Luoyang) környékére. Az i. e. 770-től i. e. 256-ig tartó Késői Csou (Zhou)-kort ezért Keleti Csou (Zhou)-kornak is nevezik.
A Keleti Csou (Zhou)-korra a királyi ház egyre gyorsabb hanyatlása, a helyi fejedelmek megerősödése volt jellemző. A főváros átköltözése után a mindenkori Csou (Zhou) király valójában csak szakrális jellegű hatalommal rendelkezett. A Csou (Zhou) uralkodók királyi címüket megtarthatták – még évszázadokig egyetlen fejedelem sem merészelte felvenni a vang (wang) 王 címet, akármekkora hatalommal rendelkezett is –, bizonyos szertartásokat csak ők végezhettek el, s egyes diplomáciai aktusokhoz is az ő hozzájárulásuk kellett. Az általuk ténylegesen uralt terület azonban fokozatosan egy-két városnyira zsugorodott.

### A Tavasz és ősz korszak (i. e. 722-481)
I. e. 770-től i. e. 221-ig a gyakorlatban a teljes politikai széttagoltság jellemezte Kínát. Ennek az időszaknak az első korszakát nevezik Tavasz és ősz korszaknak (Csun-csiu (Chunqiu) 春秋), amely nevét a Tavasz és ősz krónika (Csun-csiu (Chunqiu) 《春秋》) című történeti műről kapta.
A Tavasz és ősz korszakban Kína területén száznál is több, a Csou (Zhou) királyok adománybirtokaiból létrejött, kisebb-nagyobb, egymástól többé-kevésbé független állam létezett egymás mellett. Ezek az országocskák háborúztak, szövetséget kötöttek, kereskedtek, versengtek egymással. Hasonló kultúrájuk mellett az kötötte őket össze, hogy a Csou (Zhou) királyok szakrális felsőbbségét általában elismerték – de azt nem engedték nekik, hogy ügyeikbe érdemben beleszóljanak.
Némi stabilitást, a háborúskodásban valamennyi korlátozást az úgynevezett „hegemónok” (pa (ba) 霸) rendszere biztosított. Ez azt jelentette, hogy a korszak egyes kiemelkedő, saját országukat jelentősen megerősítő fejedelmeit a többiek elismerték „hegemónnak”, aki a Csou (Zhou) királyok nevében bizonyos intézkedéseket hozhatott a többi ország ügyeiben is. Ez a rendszer azonban csak az i. e. 8. századtól az i. e. 6. századig működött, ekkor is csupán korlátozott eredménnyel.
A Tavasz és ősz korszak a folyamatos háborúk, de ezzel együtt a különböző államok közötti egyre élénkebb érintkezés, valamint a hatalmas gazdasági és kulturális fejlődés időszaka is volt. A régi, Korai Csou (Zhou)-kori társadalmi rendszer és intézmények kezdtek felbomlani, átalakulni. Tehetséges, de kevésbé előkelő származású emberek hatalomra kerülhettek, régi arisztokrata családok szülöttei elszegényedtek és kiestek a kegyekből. Ugyanakkor a gazdaság fejlődése következtében a népesség növekedett, a kínai világ határai kitágultak, az egymástól korábban viszonylag elzárt államok közötti kapcsolatok szorosabbá váltak.
A Tavasz és ősz korszakban került sor a törvények első írásba foglalására. A társadalom felbolydulásával, a korábbi normák megrendülésével ugyanis szükségesnek tűnhetett a szabályok rögzítése, a viszonyok konzerválása. Emellett az egyre nagyobb területű és sűrűbb népességű államokban elkerülhetetlenné vált, hogy a korábbi, személyes kapcsolatokon alapuló normarendszert felváltsa a személytelen és elfogulatlan törvények rendje. Ezt a folyamatot, az ezzel foglalkozó forrásokat a következő fejezetben tárgyaljuk.
Az új viszonyok közepette megindult az útkeresés, megjelentek az első „filozófiai” iskolák, amelyek elsősorban evilági, politikai kérdésekre keresték a választ. A fő kérdés az volt: hogyan lehet a nyilvánvalóan a feje tetejére állt világban rendet teremteni, miként lehet a köznépnek és a vezető rétegeknek nyugalmat és ezzel jólétet biztosítani. A legfontosabb ilyen iskolának a konfucianizmus, a motizmus, a taoizmus és a legizmus számított.

### A Hadakozó fejedelemségek kora (i. e. 403-221)
A Tavasz és ősz korszakban öt fejedelemség emelkedett ki a többi közül. Ezek közül az egyik, a központi fekvésű Csin (Jin) 晉 i. e. 453-ban három részre szakadt, mindháromban a Csin (Jin)ben korábban uralkodó dinasztia egy-egy főembere alakított saját uralkodóházat. Ezzel a jelentősebb fejedelemségek száma hétre emelkedett. A szakadást i. e. 403-ban az ekkor már valós hatalommal nem rendelkező Csou (Zhou) király is elismerte, innentől szokás számítani az új korszak, a Hadakozó fejedelemségek (Csan kuo (Zhan guo)) időszakának kezdetét, amely a Tavasz és ősz korszakhoz hasonlóan ennek a kornak a történelmét tárgyaló történeti mű után kapta a nevét.
Ebben a korszakban, miután a Csou (Zhou)-ház teljes eljelentéktelenedése nyilvánvalóvá vált, az államok közötti küzdelem még élesebb lett és új dimenziókat öltött. Már nem csak az országhatárok kiterjesztéséért, a minél nagyobb befolyásért harcoltak a fejedelemségek, hanem nyíltan vállalták az új célt, a többi állam megsemmisítését, a kínai világ egyesítését. A fejedelmek sorban felvették az eddig csak a Csou (Zhou)-ház által használt vang (wang), „király” címet, ezzel is jelezve, hogy immár az egész birodalomra igényt tartanak.
A harc általánossá válását elősegítette a vas, a „demokratikus” fém elterjedése. Kína ugyanis a Keleti Csou (Zhou)-korban lépett be a vaskorba. Vasból, a drágább bronzzal szemben, mezőgazdasági szerszámok is készültek, ami elősegítette a termelés hatékonyságának növekedését. Az új fém jelentősége a harcászatban még nagyobb volt: lehetővé tette, hogy a korábbi, arisztokratikus, költséges harci szekerekre épülő hadakozást felváltsa az olcsó vasfegyverekkel ellátott tömeghadseregek háborúja.
Az évszázados harcok folyamán az i. e. 3. századra végül három állam emelkedett ki: a déli Csu (Chu) 楚,, az északkeleti Csi (Qi) 齊 és az északnyugati Csin (Qin) 秦. A végső harc végül e három fejedelemség között zajlott, amely végül Csin (Qin) győzelmével zárult.
A hegemóniáért folytatott küzdelem két síkon folyt. A külpolitika területén megélénkült a diplomácia, szövetségek köttettek és bontattak fel, háború háborút követett. A lehető legsikeresebb szövetségi rendszer létrehozására, s ezzel a birodalom egyesítésére két elképzelés létezett. Az egyiket, a „horizontális szövetség” elvét Csin (Qin) próbálta elfogadtatni: ennek alapján keleten Csi (Qi) államra támaszkodva Csu (Chu) állammal szemben próbált tengelyt létrehozni. A másik, a „vertikális szövetség” terve Csu (Chu) államban született: ez Csin (Qin) kirekesztésével, Csi (Qi) és Csu (Chu) körül hozott volna létre erős államcsoportot a kisebb fejedelemségek részvételével. Ebből látszik, hogy valójában két ország állt egymással szemben: Csin (Qin) és Csu (Chu), s mindkettő Csi (Qi) államot próbálta megnyerni a terveihez.
A másik jelentősebb terület, ahol az egyesítési harc zajlott, az egyes államok bel- és gazdaságpolitikája volt. A hadakozás ugyanis nemcsak a harcmezőkön folyt. Azért, hogy a lehető legerősebb hadsereget tudják kiállítani, a fejedelemségek igyekeztek mindent alárendelni a katonaság fejlesztésének és ellátásának. Ehhez meg kellett találni a kormányzás, az erőforrások összpontosításának leghatékonyabb módjait. Az egyes államok sorra léptették életbe a különböző reformokat, s mint a történelem megmutatta, a legsikeresebb belső intézkedéseket végrehajtó állam lett az, amelyik az évszázados véres harcban végül felülkerekedett. A reformokhoz új eszmékre és képzett kormányzati szakemberekre volt szükség – ezeket biztosították a különböző filozófiai iskolák, elsősorban az i. e. 4. században megjelent legizmus. Ennek következtében a korszakra jellemző változás a hivatásos tisztviselők megjelenése a kormányzatban és a városok fontosságának megnövekedése, mivel a közigazgatási központok idekerültek, továbbá a polgárság kialakulása.

## Kultúra és társadalom
A Csou (Zhou) uralkodók szakrális elsőbbsége igen sokáig fennmaradt. A vang (wang), „király” cím mellett viselték a tien ce (tianzi), az „ég fia” méltóságot is, jelezve, hogy eredetük isteni, s hogy ők szolgálnak közvetítőül az Ég és az emberi világ között. Jellemző, hogy amikor az i. e. 4. században Sang Jang (Shang Yang) reformjai sikerrel jártak Csin (Qin)ben, és a Csou (Zhou) király elismerése jeléül áldozati húst ajándékozott Csin (Qin) fejedelmének, az esetet a Csin (Qin)beli krónikás – aki a történteket számunkra közvetítő Sze-ma Csien (Sima Qian) forrásául szolgálhatott – érdemesnek tartotta feljegyezni annak ellenére, hogy valóságos hatalommal Csou (Zhou) ekkor már nem rendelkezett.
Mindenesetre a korai Csou (Zhou)-korra még a viszonylagos stabilitás, a Csou (Zhou)-ház uralmának elismerése, az arisztokratikus társadalom szilárdsága volt a jellemző. Ebből a korból egyre több feliratos bronzedény kerül elő – amelyek esetenként teljes „szerződéseket” tartalmaznak –, és talán ekkorra nyúlnak vissza az első kínai könyvek, a Változások könyve (Ji csing (Yi jing)), az Írások könyve (Su csing (Shu jing)) és a Dalok könyve (Si king (Shi jing)) legkorábbi részei is.
A hagyomány szerint a földművelés az úgynevezett „kútföldrendszer” alapján folyt. Ennek az a lényege, hogy egy négyzet alakú földet két-két párhuzamos vonallal kilenc egyenlő darabra osztottak; ezekből nyolcat egy-egy parasztcsalád művelt, míg a kilencediken, amelyen az adógabona termett, a nyolc család együtt dolgozott. A rendszer a nevét a „kút” (csing (jing) 井) írásjegynek a felosztott földdarabra emlékeztető formájáról kapta. Lehetséges, hogy a kútföldrendszer a valóságban soha nem létezett, mindenesetre a későbbi évezredekben az ideális, egyenlőségen alapuló paraszti társadalom jelképévé vált. A hagyomány szerint a kútföldrendszert számolta fel Csin (Qin)ben Sang Jang (Shang Yang), amikor eltörölte a földdarabokat elválasztó észak-dél és kelet-nyugat irányú határvonalakat.

## Királyok
| Személynév                                                | Személynév            | Posztumusz név | Posztumusz név                                  | Uralkodása                           |
| --------------------------------------------------------- | --------------------- | -------------- | ----------------------------------------------- | ------------------------------------ |
| 發                                                        | Fa                    | 周武王         | Csou (Zhou)-házbeli Vu (Wu) király              | i. e. 1046–1043 i. e. 1045–1043      |
| 誦                                                        | Szung (Song)          | 周成王         | Csou (Zhou)-házbeli Cseng (Cheng) király        | i. e. 1042–1021 i. e. 1042/1035–1006 |
| 釗                                                        | Csao (Zhao)           | 周康王         | Csou (Zhou)-házbeli Kang (Kang) király          | i. e. 1020–996 i. e. 1005/1003–978   |
| 瑕                                                        | Hszia (Xia)           | 周昭王         | Csou (Zhou)-házbeli Csao (Zhao) király          | i. e. 995–977 i. e. 977/975–957      |
| 滿                                                        | Man                   | 周穆王         | Csou (Zhou)-házbeli Mu (Mu) király              | i. e. 976–922 i. e. 956–918          |
| 繄扈                                                      | Ji-hu (Yihu)          | 周共王/周龔王  | Csou (Zhou)-házbeli Kung (Gong) király          | i. e. 922–900 i. e. 917/915–900      |
| 囏                                                        | Csien (Jian)          | 周懿王         | Csou (Zhou)-házbeli Ji (Yi) király              | i. e. 899–892 i. e. 899/897–873      |
| 辟方                                                      | Pi-fang (Pifang)      | 周孝王         | Csou (Zhou)-házbeli Hsziao (Xiao) király        | i. e. 891–886 i. e. 872?–866         |
| 燮                                                        | Hszie (Xie)           | 周夷王         | Csou (Zhou)-házbeli Ji (Yi) király              | i. e. 885–878 i. e. 865–858          |
| 胡                                                        | Hu                    | 周厲王/周剌王  | Csou (Zhou)-házbeli Li (Li) király              | i. e. 877–841 i. e. 857/853–842/828  |
|                                                           |                       | 共和           | Kung-ho (Gonghe) uralma                         | i. e. 841–828                        |
| 靜                                                        | Csing (Jing)          | 周宣王         | Csou (Zhou)-házbeli Hszüan (Xuan) király        | i. e. 827–782                        |
| 宮湦                                                      | Kung-seng (Gongsheng) | 周幽王         | Csou (Zhou)-házbeli Ju (You) király             | i. e. 781–771                        |
| A Nyugati Csou (Zhou) vége / A Keleti Csou (Zhou) kezdete |                       |                |                                                 |                                      |
| 宜臼                                                      | Ji-csiu (Yijiu)       | 周平王         | Csou (Zhou)-házbeli Ping (Ping) király          | i. e. 770–720                        |
| 林                                                        | Lin                   | 周桓王         | Csou (Zhou)-házbeli Huan (Huan) király          | i. e. 719–697                        |
| 佗                                                        | To (Tuo)              | 周莊王         | Csou (Zhou)-házbeli Csuang (Zhuang) király      | i. e. 696–682                        |
| 胡齊                                                      | Hu-csi (Huqi)         | 周釐王         | Csou (Zhou)-házbeli Hszi (Xi) király            | i. e. 681–677                        |
| 閬                                                        | Lang                  | 周惠王         | Csou (Zhou)-házbeli Huj (Hui) király            | i. e. 676–652                        |
| 鄭                                                        | Cseng (Zheng)         | 周襄王         | Csou (Zhou)-házbeli Hsziang (Xiang) király      | i. e. 651–619                        |
| 壬臣                                                      | Zsen-csen (Renchen)   | 周頃王         | Csou (Zhou)-házbeli Csing (Qing) király         | i. e. 618–613                        |
| 班                                                        | Pan (Ban)             | 周匡王         | Csou (Zhou)-házbeli Kuang király                | i. e. 612–607                        |
| 瑜                                                        | Jü (Yu)               | 周定王         | Csou (Zhou)-házbeli Ting (Ding) király          | i. e. 606–586                        |
| 夷                                                        | Ji (Yi)               | 周簡王         | Csou (Zhou)-házbeli Csien (Jian) király         | i. e. 585–572                        |
| 泄心                                                      | Hszie-hszin (Xiexin)  | 周靈王         | Csou (Zhou)-házbeli Ling király                 | i. e. 571–545                        |
| 貴                                                        | Kuj (Gui)             | 周景王         | Csou (Zhou)-házbeli Csing (Jing) király         | i. e. 544–521                        |
| 猛                                                        | Meng                  | 周悼王         | Csou (Zhou)-házbeli Tao (Dao) király            | i. e. 520                            |
| 丐                                                        | Kaj (Gai)             | 周敬王         | Csou (Zhou)-házbeli Csing (Jing) király         | i. e. 519–476                        |
| 仁                                                        | Zsen (Ren)            | 周元王         | Csou (Zhou)-házbeli Jüan (Yuan) király          | i. e. 475–469                        |
| 介                                                        | Csie (Jie)            | 周貞定王       | Csou (Zhou)-házbeli Csen-ting (Zhending) király | i. e. 468–442                        |
| 去疾                                                      | Csü-csi (Quji)        | 周哀王         | Csou (Zhou)-házbeli Aj (Ai) király              | i. e. 441                            |
| 叔                                                        | Su (Shu)              | 周思王         | Csou (Zhou)-házbeli Sze (Si) király             | i. e. 441                            |
| 嵬                                                        | Vej (Wei)             | 周考王         | Csou (Zhou)-házbeli Kao király                  | i. e. 440–426                        |
| 午                                                        | Vu (Wu)               | 周威烈王       | Csou (Zhou)-házbeli Wej-lö (Weile) király       | i. e. 425–402                        |
| 驕                                                        | Csiao (Jiao)          | 周安王         | Csou (Zhou)-házbeli An király                   | i. e. 401–376                        |
| 喜                                                        | Hszi (Xi)             | 周烈王         | Csou (Zhou)-házbeli Lie király                  | i. e. 375–369                        |
| 扁                                                        | Pien (Bian)           | 周顯王         | Csou (Zhou)-házbeli Hszien (Xian) király        | i. e. 368–321                        |
| 定                                                        | Ting (Ding)           | 周慎靚王       | Csou (Zhou)-házbeli Sen-csing (Shenjing) király | i. e. 320–315                        |
| 延                                                        | Jen (Yan)             | 周赧王         | Csou (Zhou)-házbeli Nan király                  | i. e. 314–256                        |

### Magyarul
- ↑ Ecsedy 1992:  Ecsedy Ildikó: Ex Oriente Lux. Bevezetés a régi Kína társadalmának és kultúrájának történetébe. Tanulmányok Kínáról Európa Ókorában. Miskolc, Miskolci Bölcsész Egyesület. 1992. ISBN 963 7528 032
- ↑ Gernet 2001:  Jacques Gernet: A kínai civilizáció története. Budapest, Osiris Kiadó, 2001. ISBN 963 389 111 6
- ↑ Maspero 1978:  Henri Maspero: Az ókori Kína. Fordította: Csongor Barnabás. Budapest: Gondolat Kiadó, 1978. ISBN 963 280 595 X